# بوداساتوا

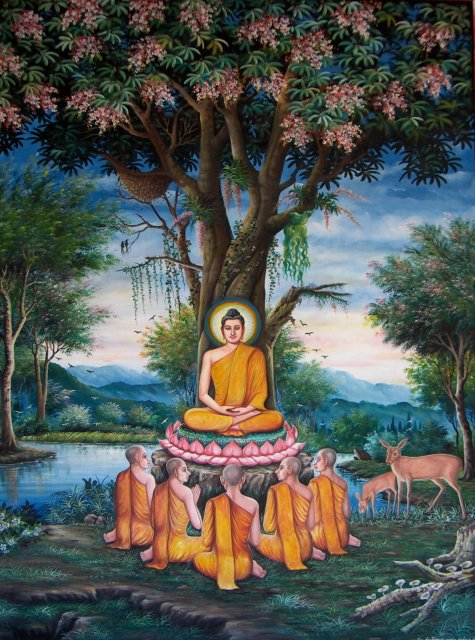
‌‌ ‌

بوداساتوا (سانسکریت: buddhatva) «بیدار»، عنوانی است برای کسانی که بیدار هستند و با تلاش و بینش خود به نیروانا (آیین بودا) و بودا دست یافته‌اند، بدون اینکه معلمی به درمه (سانسکریت؛ پالی دامما؛ «شیوه درست زندگی») اشاره کند. این عنوان بیشتر برای گوتاما بودا، بنیانگذار بودیسم استفاده می‌شود.